# Purpuricenus montanus
Purpuricenus montanus là một loài bọ cánh cứng trong họ Cerambycidae.